# Russisch symbolisme
Russisch symbolisme (Russisch: Русский символизм, Roesski simbolism) was een intellectuele en artistieke beweging in het Rusland van ongeveer 1890 tot 1920, vooral bekend door haar bijdragen op het gebied van de poëzie.

## Literatuur

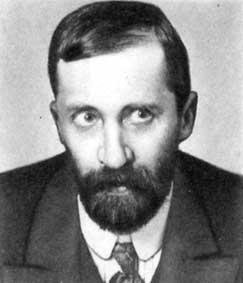
Merezjkovsky, belangrijk grondlegger van het Russisch symbolisme

## Schilderkunst

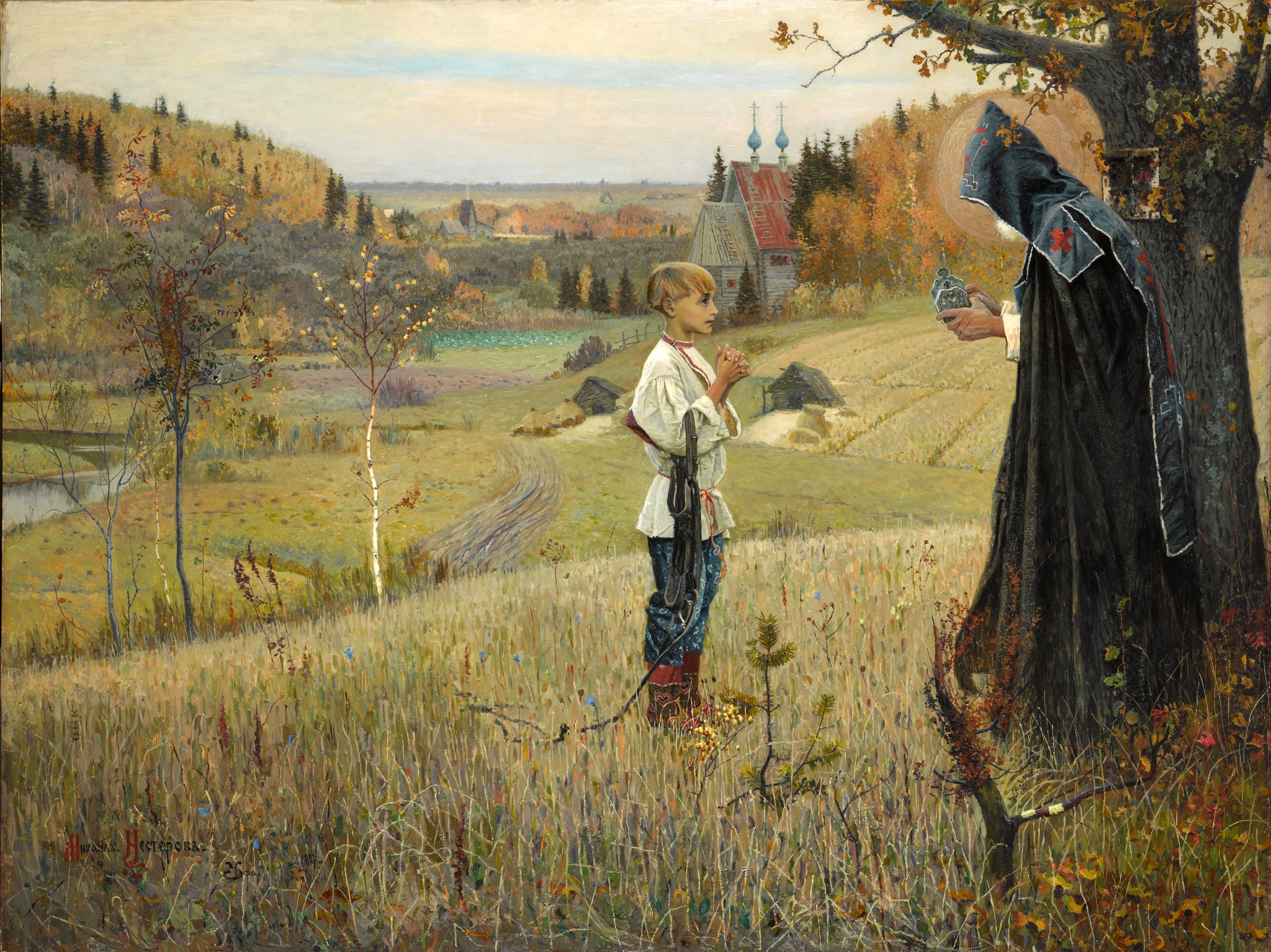
Michail Nesterovs schilderij Het visioen van de jonge Bartholomev (1890) wordt wel beschouwd als een beginpunt van het Russisch symbolisme

In de symbolistische schilderkunst traden de namen van Michail Vroebel, Michail Nesterov, Nikolaj Rjorich, Wassily Kandinsky en Alexandre Benois het meest naar voren. Het symbolisme in de schilderkunst kwam in twee golven.
De eerste golf ontstond in de jaren 1890. Het was een spontane beweging van neoromantici die hun inspiratie haalden uit de romantische literatuur of de oude geschiedenis, of gedreven werden door ethische of religieuze idealen. Belangrijke namen in deze eerste golf waren Michail Vroebel, Aleksandr Golovin, Michail Nesterov en Nikolaj Rjorich. Viktor Borissov-Moessatov vormde een verbindingsfiguur tussen de eerste en de twee golf van het symbolisme in de Russische schilderkunst. Hij was een voorloper en de grondlegger van de tweede golf symbolisten. Hij werd beïnvloed door het Franse symbolisten van Les Nabis.
De leerlingen en geestesgenoten van Borissov-Moessatov, de symbolisten van de tweede golf, verenigden zich in de kunstkring De Blauwe Roos. Zij organiseerden in 1907 in Moskou de tentoonstelling De Blauwe Roos. De kunstenaars van De Blauwe Roos zochten een gemeenschappelijk esthetische systeem met verwante motieven en thema's en stijleenheid in keuzes van kleuren. Kunstenaars van deze tweede golf waren onder anderen Pavel Koeznetsov, Pjotr Oetkin, Aleksandr Matvejev, Nikolaj Sapoenov en Sergej Soedejkin.

## Symbolisme in andere kunsten
Het Russisch symbolisme en haar principes drongen ook door in de muziek, het theater en de schilderkunst. Belangrijke componisten van het symbolisme waren Igor Stravinski en Alexander Skrjabin. Vanuit het theater worden Konstantin Stanislavski en de jonge Vsevolod Meyerhold ook wel met het symbolisme geassocieerd. 
Veel symbolistische kunstenaars vonden elkaar in de artistieke beweging “Mir Iskoesstva” (“De wereld van de kunst”), met het gelijknamige tijdschrift. Vanuit “Mir Iskoesstva” leverden ook veel kunstenaars een bijdrage aan het bekende “Ballets Russes”.